# Serhij Prytuła
Serhij Dmytrowycz Prytuła, ukr. Сергій Дмитрович Притула (ur. 22 czerwca 1981 w Zbarażu) – ukraiński prezenter radiowy i telewizyjny, aktor, komik i polityk.

## Życiorys
Urodził się 22 czerwca 1981 r. w Zbarażu. Karierę medialną jako prezenter radiowy rozpoczął w 1998 lub 1999 r. Po ukończeniu szkoły ze złotym medalem podjął studia na Tarnopolskiej Akademii Gospodarki Narodowej. W latach 2000–2001 studiował w Londynie. W 2002 r. był przywódcą strajku studenckiego w Tarnopolu, a jednocześnie zaczął występy jako komik, będąc pionierem ukraińskojęzycznego stand-upu i świadomie rezygnując z używania na scenie języka rosyjskiego, który gwarantował większą publiczność. W tym samym roku obronił dyplom i pozostał na macierzystej uczelni jako student studiów magisterskich oraz jako dyrektor Ośrodka Inicjatyw Młodzieżowych.
W 2005 r. przeniósł się do Kijowa, gdzie kontynuował pracę w mediach. Od 2006 do 2009 r. występował w Ukraińskim Klubie Komedii. W 2008 r. rozpoczął w Nowym Kanale występy w roli prowadzącego program poranny. Od 2017 r. prowadził również krajowe eliminacje do konkursu Eurowizji.
Kiedy Rosja wywołała kryzys we wschodniej Ukrainie i zajęła Krym, Prytuła założył fundusz, który zebrane pieniądze przeznaczał na wsparcie ukraińskich sił zbrojnych, kupując drony, karabiny snajperskie, radiostacje i noktowizory. Ponadto część dochodów z koncertów przeznaczał na pomoc wojskową i finansował ośrodek rehabilitacji ofiar wojny w Tarnopolu. Odznaczony Orderem „Za zasługi” (III klasy) za swoją działalność w roli wolontariusza (2019).
W 2019 r. zdecydował porzucić karierę medialną i podjął działalność polityczną, kandydując do parlamentu z ramienia partii Głos. W swojej kampanii krytykował prezydenta Wołodymyra Zełenskiego, że nie dążył wystarczająco mocno do przystąpienia do UE i NATO. Ostatecznie nie dostał się do parlamentu, w związku z czym podjął się kandydowania na stanowisko burmistrza Kijowa w 2020 r. i zdobył 7,87% głosów.
Po rozpoczęciu pandemii COVID-19 zaangażował się w zapewnienie medykom środków ochrony osobistej.
Porażka jego partii i odejście lidera spowodowały, że zdecydował o założeniu własnej partii o profilu liberalno-prawicowym o nazwie Partia Polityczna 24 sierpnia. W czerwcu 2021 r. ogłosił wycofanie się z partii Głos, a 5 lutego 2022 r. odbyło się spotkanie grupy inicjatywnej w celu zebrania podpisów pod wnioskiem o powołanie nowej partii.
Po wywołaniu przez Rosję wojny rosyjsko-ukraińskiej, Prytuła zaprzestał krytyki Zełenskiego, wrócił do swojego funduszu i zaczął organizować zbiórki oraz dostawy wyposażenia dla obrony terytorialnej, obejmującego m.in. hełmy, zestawy medyczne i śpiwory, a jego crowdfundingowa fundacja stała się jedną z najpotężniejszych organizacji tego typu w kraju, ze specjalizacją w dronach, wojskowych pojazdach i systemach komunikacji, a także remontach zdobycznego sprzętu rosyjskiego. W czerwcu ogłosił zbiórkę na trzy drony bayraktar, ale po dużym sukcesie zbiórki producent zobowiązał się przekazać sprzęt za darmo. Po konsultacjach z ministerstwem obrony. 19 sierpnia 2022 r. kupił satelitę ICEYE dla Sił Zbrojnych Ukrainy. Jego fundacja prowadziła również zbiórkę na książkę o historii Ukrainy dla Elona Muska, co było reakcją na jego propozycję rozbioru Ukrainy. Łącznie od lutego do końca listopada jego fundacja zebrała blisko 400 mln zł.